# Acacia nanodealbata
Acacia nanodealbata — вид квіткових рослин з родини бобових. Ареал: Австралія (Вікторія).

## Середовище
Росте у вологих лісах (до висоти приблизно 800 метрів).

## Біоморфологічна характеристика
Це прямовисний або розлогий великий кущ або невелике дерево до 6 метрів заввишки.

## Використання
Немає торгівлі цим видом, але, можливо, деякі місцеві ринкові ніші використовують у деревообробці, але рідко.